# The man with the child in his eyes
The man with the child in his eyes is de tweede single van singer-songwriter Kate Bush. Het is het vijfde nummer op haar debuutalbum The Kick Inside uit 1978.

## Achtergrond
Bush schreef en componeerde het lied op 13-jarige leeftijd. Op 16-jarige leeftijd nam Kate Bush het nummer op in AIR Studios te Londen en het werd geproduceerd door David Gilmour van Pink Floyd.
Het nummer behaalde de nummer 6-positie op de UK singles chart. In Nederland stond het op no. 23 in de single top 100 en op no. 27 in de top 40. In Ierland behaalde het de 3e plaats en het was de eerste single van Bush die in de Amerikaanse hitlijst Billboard Hot 100 zou staan.
De single uitgave verschilt van de versie die op het album staat. Op de single uitgave is een intro toegevoegd waar Bush een aantal maal "He's here!" herhaalt.
Kate Bush zong dit nummer en Them heavy people in het Amerikaanse programma Saturday Night Live.
Het nummer is geschreven in de toonsoort e-mineur.
In 1979 won Bush met dit lied een Ivor Novello Award voor "Outstanding British Lyric".
Het nummer is een aantal maal gecoverd, waaronder door artiesten als Natalie Cole, Lara Fabian, Liv Kristine Espenæs Krull, Wende Snijders, Charlotte Church en Dusty Springfield. In 2025 werd een Nederlandse versie van dit lied ten gehore gebracht tijdens de hemelvaartseditie van The Passion.

## NPO Radio 2 Top 2000
| Nummer met noteringen in de NPO Radio 2 Top 2000 | '99 | '00 | '01 | '02 | '03 | '04 | '05 | '06 | '07 | '08 | '09 | '10 | '11 | '12 | '13 | '14 | '15 | '16 | '17 | '18 | '19 | '20 | '21 | '22 | '23 | '24 |
| ------------------------------------------------ | --- | --- | --- | --- | --- | --- | --- | --- | --- | --- | --- | --- | --- | --- | --- | --- | --- | --- | --- | --- | --- | --- | --- | --- | --- | --- |
| The Man With the Child in His Eyes               | 263 | 304 | 316 | 289 | 209 | 86  | 216 | 240 | 256 | 188 | 184 | 183 | 192 | 251 | 248 | 188 | 277 | 239 | 292 | 281 | 316 | 340 | 306 | 221 | 262 | 371 |

1. ↑  Een vetgedrukt getal geeft de hoogste notering aan.